# Alhambra - Museet for humor og satire
Alhambra - Museet for humor og satire (tidligere Det Danske Revymuseum) var et museum der fortalte om revyens og underholdningens historie. Det lå i Allégade på Frederiksberg, og havde en stor samling af kostumer, rekvisitter, filmklip, lydklip og en samling på over 4000 lakplader.
Museet åbnede i 1993 og havde til huse i bygningen der kaldes Riises Landsted fra 1860. I 2021 fusionerede det til museet STORM. Samlingen er derfor fortsat en del af museumsorganisation Frederiksbergmuseerne.